# Rheumaptera inepta
Rheumaptera inepta là một loài bướm đêm trong họ Geometridae.